# Jefferson County (Kansas)
Jefferson County je okres ve státě Kansas v USA. K roku 2010 zde žilo 19 126 obyvatel. Správním městem okresu je Oskaloosa. Celková rozloha okresu činí 1 442 km².